# Zygina rhamni
La cicalina gialla della vite (Zygina rhamni Ferrari, 1882) è un rincote cicadellide che compie punture di nutrizione sulla pagina inferiore delle foglie di vite provocando la formazione di macchie di color bianco – argenteo.

## Distribuzione geografica
La cicalina gialla della vite è diffusa in Europa dove la sua presenza è stata accertata in Bulgaria, Cipro, Repubblica Ceca, alcune aree della Turchia, Francia, Ungheria, Italia, Jugoslavia e Svizzera. È inoltre presente in molte aree del Vicino Oriente.

## Descrizione
Le forme giovanili (neanidi e ninfe) sono di color bianco – giallastro con antenne filiformi.
L'adulto misura 3 – 3,5 mm di lunghezza ed ha livrea di color giallo-ocra (forma estiva) con bande rossastre, più evidenti nei maschi, sul torace e sulle ali anteriori (forma svernante).

## Ciclo biologico
Zygina rhamni ha un ciclo eteroico facoltativo in quanto sverna come femmina fecondata su ospiti secondari, in particolare su rovi e rose, su cui depone uova a partire da gennaio, dopodiché è in grado di tornare sull'ospite primario, la vite, nella primavera successiva (indicativamente nel mese di maggio). Sulla vite le femmine svernanti, insieme alle femmine di prima generazione, che si sono sviluppate durante la primavera su rovo e rosa, ovidepongono nelle nervature fogliari. Dopo un periodo di incubazione di circa 15 giorni nascono le forme giovanili; lo sviluppo preimmaginale dura mediamente 20 – 25 giorni. Tutti gli stadi dell'insetto rimangono sempre sulla pagina inferiore delle foglie, prediligendo le zone dove la vegetazione è più fitta per pungere le cellule del mesofillo fogliare svuotandole (alimentazione plasmomiza).
La cicalina gialla della vite compie due ulteriori generazioni su vite i cui adulti compaiono rispettivamente in giugno e a cavallo tra luglio e agosto. Nelle regioni centro meridionali è possibile avere una terza generazione sul finire dell'estate. Indipendentemente dalla generazione di appartenenza, gli adulti che nella prima parte dell'anno hanno mostrato una livrea di colore bianco perlaceo, a partire dal mese di agosto iniziano a manifestare la presenza di bande rossastre sulle ali anteriori e sull'avancorpo (torace e capo) a testimonianza della comparsa degli individui svernanti. Quest'ultimi cominciano a lasciare il vigneto, per portarsi su piante ospiti secondarie (rovi e rose) e temporanee (querce, olmi, carpini, ontani). Infine, a partire dal mese di dicembre tutta la popolazione si concentra esclusivamente sugli ospiti invernali dove avvengono gli accoppiamenti. Le popolazioni svernanti saranno costituite quasi esclusivamente da femmine.

## Danni
I danni sono causati dalle punture di nutrizione eseguite (per lo più dalla forme giovanili) sulle foglie con seguente comparsa sulla pagina fogliare superiore di decolorazioni bianco argentate che in seguito virano al giallo - rossiccio. Le infestazioni si riscontrano in maggior misura sulle foglie già sviluppate e in caso di forti infestazioni, possono portare a defogliazioni con conseguenze negative sull'attività fotosintetica, diminuzione del contenuto zuccherino dell'uva e ripercussioni negative sul processo di lignificazione dei tralci.

## Lotta
In genere il contenimento delle cicaline richiede interventi soltanto per Empoasca vitis, in quanto Zygina rhamni non raggiunge quasi mai densità elevate; solamente a fine stagione sono talora riscontrabili elevati livelli di popolazione. La soglia di intervento è di 3-4 forme giovanili rilevate sulla pagina inferiore delle foglie medio – basali. Tali rilievi vanno eseguiti nelle fasi di comparsa dei grappolini e nella fase di invaiatura.
Nel caso in cui fosse necessario ricorrere alla lotta chimica è possibile intervenire con fosforganici o flofenoxuron (impiegati anche per la lotta alle tignole Lobesia botrana e Eupoecilia ambiguella) quando i germogli hanno 5-6 foglie. È consigliabile effettuare gli interventi nelle prime ore del mattino quando le tignole sono poco mobili.